# Tygrys i przyjaciele
Tygrys i przyjaciele (ang. The Tigger Movie) – amerykańsko-japoński animowany film obyczajowy z 2000 roku Jun Falkenstein na podst. postaci Tygrysa z książek o Kubusiu Puchatku A.A. Milne’a.
Premiera filmu w polskich kinach odbyła się 26 maja 2000 roku. Film został wydany na kasetach wideo 14 marca 2001 roku z firmą Imperial Entertainment.
Film wydany w Polsce na DVD z dystrybucją Imperial, CD Projekt i Galapagos Films. Film wyemitowany w telewizji na kanałach: TVP1, TVP2, TV Puls (premiera: 17 listopada 2013 roku), Puls 2, Polsat, Polsat Film, Disney Junior.

## Fabuła
Tygrys czuje się osamotniony, gdyż nikt nie chce z nim pofikać. Tymczasem na dom Kłapouchego spada wielki głaz i Królik buduje machinę do usuwania głazów. Tygrysek pomaga usunąć głaz, lecz przyjaciele dają mu do zrozumienia, że nikt z nich nie umie fikać. Zawiedziony Tygrys postanawia poszukać swojej własnej tygrysiej rodziny. W tym celu pisze list. Jego przyjaciele postanawiają go pocieszyć i odpisują na list w imieniu rodziny tygrysów. Tygrys uradowany listem zaczyna przygotowywać dom na przyjazd rodziny (wydedukował z listu, że tygrysy przyjadą nazajutrz). Przyjaciele postanawiają wyznać mu, że list to był ich pomysł. Nie udaje się jednak im to. Postanawiają przebrać się za inne tygrysy. Tygrysek podczas przyjęcia powitalnego odkrywa, że to jego przyjaciele przebrali się za tygrysy i wyrusza w świat na poszukiwania rodziny. Mieszkańcy lasu postanawiają wybrać się na wyprawę ratunkową po Tygrysa i przekonują Królika do prowadzenia ekspedycji. Gdy przychodzą na miejsce, Tygrys przez przypadek wywołuje lawinę i Maleństwo w ostatniej chwili ratuje go. Dzięki temu Tygrys uwierzył w końcu, że jego przyjaciele są jego rodziną.

## Obsada
| Wersja oryginalna | Postać         | Wersja polska         |
| --- | -------------- | --------------------- |
| Jim Cummings | Tygrys         | Jacek Czyż            |
| Jim Cummings | Kubuś Puchatek | Jan Kociniak          |
| Nikita Hopkins | Maleństwo      | Zofia Jaworowska      |
| John Fiedler | Prosiaczek     | Mirosław Wieprzewski  |
| Ken Sansom | Królik         | Ryszard Nawrocki      |
| Peter Cullen | Kłapouchy      | Jan Prochyra          |
| Andre Stojka | Sowa           | Włodzimierz Bednarski |
| Kath Soucie | Kangurzyca     | Joanna Jeżewska       |
| John Hurt | Narrator       | Jerzy Rosołowski      |
| Tom Attenborough | Krzyś          | Jonasz Tołopiło       |
| Opracowanie wersji polskiej: Start International Polska Reżyseria: Joanna Wizmur Dialogi polskie: Krystyna Skibińska-Subocz Kierownictwo muzyczne: Marek Klimczuk Teksty piosenek: Marek Robaczewski Piosenki nagrano w: STUDIO BUFFO Opieka artystyczna: Mariusz Arno Jaworowski Produkcja polskiej wersji językowej: Disney Characters Voices International Inc. Piosenki śpiewali: - „Ma Tygrys powody do dumy” – Jacek Czyż - „Taki jak Ja” – Jacek Czyż - „Hupaj siupaj łupaj cupaj” – Jacek Czyż, Zofia Jaworowska - „Kołysanka Puchatka” – Jan Kociniak - „Fajnie, że rodzinkę mam” – Jacek Czyż - „Jak tu być Tygrysem” – Włodzimierz Bednarski, Zofia Jaworowska, Joanna Jeżewska, Jan Kociniak, Ryszard Nawrocki, Jan Prochyra, Mirosław Wieprzewski |                |                       |

## Soundtrack
- „Your Heart Will Lead You Home”

Tekst i wykonanie: Kenny Loggins

Chór: Rosemary Butler, Gary Falcone, Wendy Fraser, Jonnie Hall, Mollie Hall, Dorian Holley, Cord Jackman, Luana Jackman, Raven Kane, Brian Lassiter, Stephen Lively, Richard Lucchese, Arnold McCuller, Bobbi Page, Brandon Pollard, Andrea Robinson, Laura Schillinger, Sophie Schwartz, Stephanie Spruill, Tiffany Takara Greer, Carmen Twillie, Terry Wood, Ayana Williams
- „The Wonderful Thing about Tiggers”

Tekst: Richard M. Sherman i Robert B. Sherman

Wykonanie: Jim Cummings (Tygrys)

Chór: Bobbi Page, Randy Crenshaw, Michael Geiger, Geoff Koch, Rick Logan, Lauren Wood
- „Someone Like Me”

Tekst: Richard M. Sherman i Robert B. Sherman

Wykonanie: Jim Cummings (Tygrys)

Chór: Bobbi Page, Randy Crenshaw, Michael Geiger, Geoff Koch, Rick Logan, Lauren Wood
- „The Whoop-de-Dooper-Bounce”

Tekst: Richard M. Sherman i Robert B. Sherman

Wykonanie: Jim Cummings (Tygrys), Nikita Hopkins

Chór: Bobbi Page, Randy Crenshaw, Michael Geiger, Geoff Koch, Rick Logan, Lauren Wood
- „Pooh's Lullabee”

Tekst: Richard M. Sherman i Robert B. Sherman

Wykonanie: Jim Cummings (Kubuś Puchatek)

Chór: Bobbi Page, Randy Crenshaw, Michael Geiger, Geoff Koch, Rick Logan, Lauren Wood
- „Round My Family Tree”

Tekst: Richard M. Sherman i Robert B. Sherman

Wykonanie: Jim Cummings (Tygrys)

Chór: Bobbi Page, Randy Crenshaw, Michael Geiger, Geoff Koch, Rick Logan, Lauren Wood
- „How to Be a Tigger”

Tekst: Richard M. Sherman i Robert B. Sherman

Wykonanie: Jim Cummings (Kubuś Puchatek), Kath Soucie, Nikita Hopkins, Andre Stojka, Peter Cullen, John Fiedler

Chór: Bobbi Page, Randy Crenshaw, Michael Geiger, Geoff Koch, Rick Logan, Lauren Wood

## Inne utwory

### Gry komputerowe
W 2000 roku, jako tie-in do filmu, na konsole PlayStation i Nintendo 64 oraz komputery z systemem Microsoft Windows powstała komputerowa gra platformowa Tygrysek i uczta Kubusia, opracowana francuskie studio Dôki Denki i wydana przez NewKidCo w Ameryce Północnej (zaś w Europie przez Ubisoft). Port na Nintendo 64 stworzyło francuskie studio Rivage Games.
Finał filmu Tygrys i przyjaciele zostałprzedstawiony w stworzonej i wydanej przez NewKidCo grze przygodowej Winnie the Pooh: Adventures in the 100 Acre Wood (2000) na przenośną konsolę Game Boy Color.

### Komiksy
W 2000 roku opublikowana została adaptacja komiksowa o tym samym tytule jako 34. album francuskiej serii Les classiques du dessin animé en bande dessinée. Za scenariusz odpowiadała Barbara Bazaldua, a za rysunki hiszpańscy rysownicy José Antonio González i Tony Fernández.